# Uvarus poggii
Uvarus poggii är en skalbaggsart som beskrevs av Mario E. Franciscolo och Annika Sanfilippo 1990. Uvarus poggii ingår i släktet Uvarus och familjen dykare. Inga underarter finns listade i Catalogue of Life.